# مجلس العمدة وضباط القانون

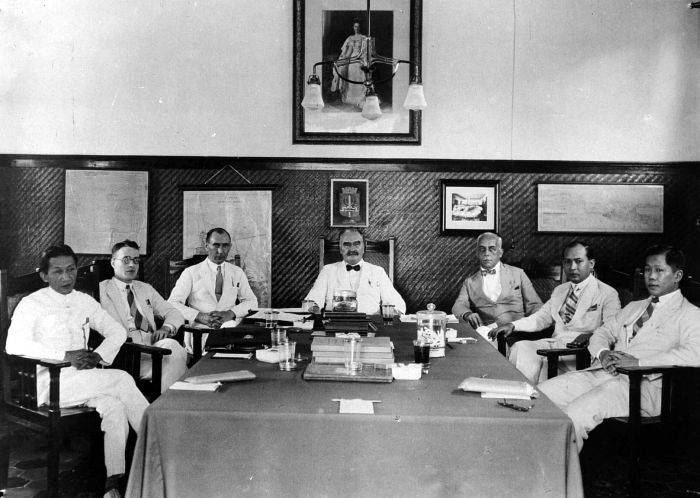

مجلس العمدة وظباط القانون (بالهولندية: College van burgemeester en wethouders) (يختصر إلى college van B&W أو B&W) هو المجلس التنفيذي لبلدية في هولندا. هيئة الحكومة المحلية هذه تلعب دوراً مركزياً في السياسة البلدية في هولندا. يتكون من العمدة (بورخميستر ) وأعضاء البلدية المنفذين ( wethouders). بلجيكا لديها نظام مماثل كل الذي يشار إليه باسم مجلس البلدية وأعضاء المجلس المحلي (بالهولندية: College van burgemeester en schepenen).